# M/S Naboland

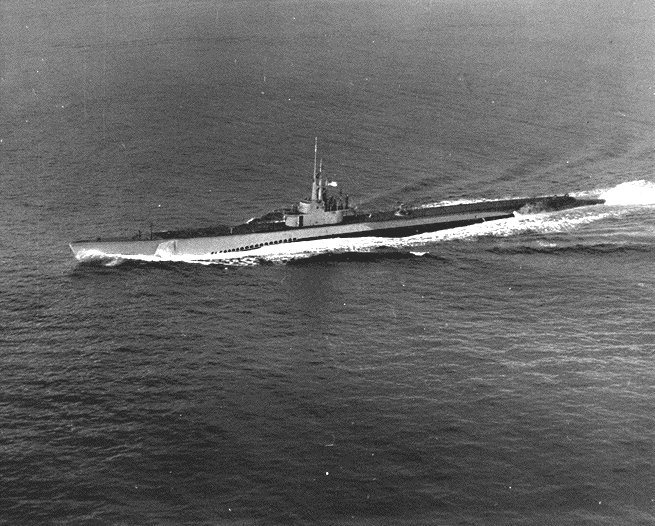
TCG Dumlupınar. Bilden tagen någon gång 1944-50, då ubåten var amerikansk med namnet USS Blower (SS-325).

M/S Naboland var ett svenskt fartyg, som kolliderade den 4 april 1953 i Dardanellerna med den turkiska ubåten TCG Dumlupınar. Ubåten skadades så svårt att den gick till botten och 81 besättningsmän på ubåten omkom. Skadorna på Naboland blev lindriga, men eftersom de turkiska myndigheterna ansåg att Naboland vållat olyckan, kvarhölls fartyget i Turkiet tills rättegångarna var avklarade.
I första instans fälldes den svenska kaptenen Oscar Lorenzon, men i nästa instans fälldes den turkiske ubåtskaptenen. Först i december 1954 fick Naboland lämna Istanbul och gick då till Eriksbergs varv för reparation.
Fartyget döptes om vid leverans från varvet till M/S Nyland. Det såldes 1964 till ett av Broströmskoncernens företag i Göteborg, och döptes om till M/S Broriver. Det såldes sedan vidare 1966 till Thalis Sh Co i Panama och döptes till M/S Thalia. 1968 fick det en brand ombord, och övergavs utanför Västafrika. Vraket påträffades och bogserades in till Dakar.